# Мозес Мендельсон
Мозес Мендельсон (у російських виданнях традиційно: Моисей Мендельсон; нім. Moses Mendelssohn; 6 вересня 1729 — 4 січня 1786) — єврейсько-німецький філософ, екзегет і перекладач біблійних текстів, критик, основоположник і духовний лідер руху гаскала («єврейської просвіти»). Отримав прізвисько «Німецький Сократ». Ідеї Мендельсона справили величезний вплив на розвиток ідей німецького просвітництва і руху реформи в юдаїзмі в XIX столітті.

## Біографія
Мозес Мендельсон народився в Дессау (курфюрство Ангальт, адреса: Шпиталь Гассе, 10) 6 вересня 1729 року в бідній єврейській родині. Імена батьків: Менахем-Мендл і Бейла-Рахель-Сарра. Здобув традиційну єврейську освіту під керівництвом батька, переписувача священних книг Менахема Мендла (працював також меламедом і габбаєм) і рабина Давида Гіршеля Френкеля (1707—1762), завдяки якому він почав вивчати філософію Маймоніда. 1742 року пішов за рабином Френкелем до Берліна. 1750 року отримав місце вчителя в будинку фабриканта-єврея — власника фірми з пошиття виробів із шовку, через деякий час став бухгалтером, а потім і співвласником його підприємства.
З юності Мендельсон прагнув поглибити свої знання: вивчав німецьку літературу, латину, здобув глибокі пізнання в галузі природничих наук і філософії, зокрема вчення Лейбніца, Вольфа, Локка, Гоббса, Спінози і Руссо. До цього періоду належать поетичні досліди Мендельсона на івриті і спроба видання першої газети цією мовою — «Кохелет мусар» (вийшло всього два номери). Надалі Мендельсон писав переважно німецькою мовою.
Знайомство 1754 року з Лессінгом, що почалося з загального захоплення шахами, зіграло вирішальну роль у долі Мендельсона (їх дружнє спілкування за шахівницею зображено на картині «Візит Лессінга і Лафатера до Мозеса Мендельсона» Моріца Даніеля Оппенгейма). Оскільки обидва мислителі були пристрасно віддані ідеалам просвітництва, ця зустріч поклала початок їхньої тривалої творчої співпраці. Однак між ними були значні розбіжності в розумінні ідеалів просвітництва. На відміну від Лессінга, який вважав, що євреї повинні культурно асимілюватися, Мендельсон не був готовий відмовитися від свого єврейства, вірячи, що зуміє довести власним прикладом можливість участі єврея в загальнолюдській культурі без втрати ним своєї національно-релігійної індивідуальності.

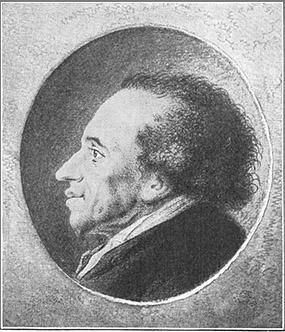
Даніель Ходовецький, портрет Мойсея Мендельсона

Разом з Лессінгом Мендельсон видавав низку журналів. З самого початку своєї літературної діяльності Мендельсон писав статті на морально-філософські та етичні теми, а також літературно-критичні замітки.
1761 року одружився з дочкою гамбурзького торговця Абрахама Гугенхайма — Фромет Гугенхайм. Шлюб був укладений по любові, що тоді було нечасто. Фромет народжувала десять разів, четверо дітей померли в дитинстві.
Разом з Лессінгом Мендельсон узяв участь у збірці «Листи про новітню літературу», де досить різко розкритикував позицію самого короля Фрідріха II Великого в питанні про німецьку літературу порівняно з французькою. Іронія ситуації полягала в тому, що єврей Мендельсон захищав німецьку літературу від нападок німецького короля. Прусський король не забув цю критику, згодом він використовував своє право Верховної інстанції, яка стверджує прийняття нових членів до прусської академії, і двічі викреслював ім'я Мендельсона, якого Академія була б рада бачити серед своїх членів, зі списку, перший раз це сталося 1771 року.
У XVIII столітті Мендельсон був одним із небагатьох євреїв, якому вдалося здобути повагу і визнання у вченому світі. Він дружив з філософами Гердером і Кантом, письменником Віландом, натуралістом і мандрівником Олександром Гумбольдтом і його братом Вільгельмом — філологом, філософом і мовознавцем. Він став прикладом для багатьох своїх братів по вірі, і берлінська єврейська громада пишалася ним. З поваги до Мендельсона громада надала йому повне звільнення від податків 1763 року. Також успішно Мендельсон займався і комерцією. Проте, незважаючи на його популярність у Європі, у Пруссії Мендельсона тільки терпіли, і в Берліні він міг перебувати лише тому, що за нього поручився один із так званих «Schutzjude» (єврей, який користується заступництвом місцевого володаря). Тільки 1763 року Мендельсон і сам отримав статус «Schutzjude». Цього ж року робота Мендельсона, подана на конкурс Прусської академії Наук, отримала перший приз, причому другим призером був сам Кант. Заданою темою роботи було порівняння надійності доказів у філософії та математиці.
Коли 1769 року швейцарський християнський теолог Лафатер у відкритому листі кинув виклик Мендельсону, запропонувавши спростувати докази догматів християнства або ж — у разі, якщо він не зможе це зробити — залишити юдаїзм і прийняти християнство, Мендельсон опинився в скрутному становищі. З одного боку, в Німеччині того часу було небезпечно спростовувати офіційну релігію; з іншого, Мендельсон не збирався відмовлятися від релігії предків. Йому вдалося вийти зі становища, відправивши Лафатеру ввічливі, хоча і повні іронії листи, у яких він, не здаючи своїх позицій віруючого єврея, м'яко обійшов гострі кути проблеми, продемонструвавши таким шляхом свою мудрість і терпимість. За твердженням Мендельсона, його філософські погляди тільки зміцнювали його релігійні уявлення, і він продовжував залишатися на позиціях юдаїзму. Полеміка Мендельсона з Лафатером викликала жвавий інтерес сучасників і співчуття до Мендельсона з боку багатьох представників протестантських кіл, під тиском яких Лафатер був змушений висловити Мендельсону публічне вибачення.
Диспут з Лафатером дав Мендельсону зрозуміти, що, як визнана в Європі людина, він має моральний обов'язок присвятити себе проблемам європейського єврейства. У листі другові Мендельсон пише:
| Після тривалих роздумів, я прийшов до висновку, що повинен присвятити весь залишок моїх сил дітям і, може бути, значної частини мого народу, давши їм в руки кращий переклад і пояснення священних книг, ніж вони досі мали. Це перший крок до культури, від якої мій народ — на жаль — був так віддалений, що виник сумнів, а чи може взагалі відбутися в цій справі якесь поліпшення. Оригінальний текст (рос.) После длительных размышлений, я пришел к выводу, что должен посвятить весь остаток моих сил детям и, может быть, значительной части моего народа, дав им в руки лучший перевод и объяснения священных книг, чем они до сих пор имели. Это первый шаг к культуре, от которой мой народ — к сожалению — был так отдалён, что возникло сомнение, а может ли вообще произойти в этом деле какое-либо улучшение[9]. |
Використовуючи свої зв'язки, він усіляко допомагав німецьким та іноземним євреям вирішувати різні питання, зокрема й ті, які стосувалися емансипації гнаного народу. Крім того, він усіма доступними йому засобами прагнув долучити євреїв до німецької культури. При цьому, однак, він сам прагнув заповнити свої прогалини в знанні Біблії і давньоєврейської мови.

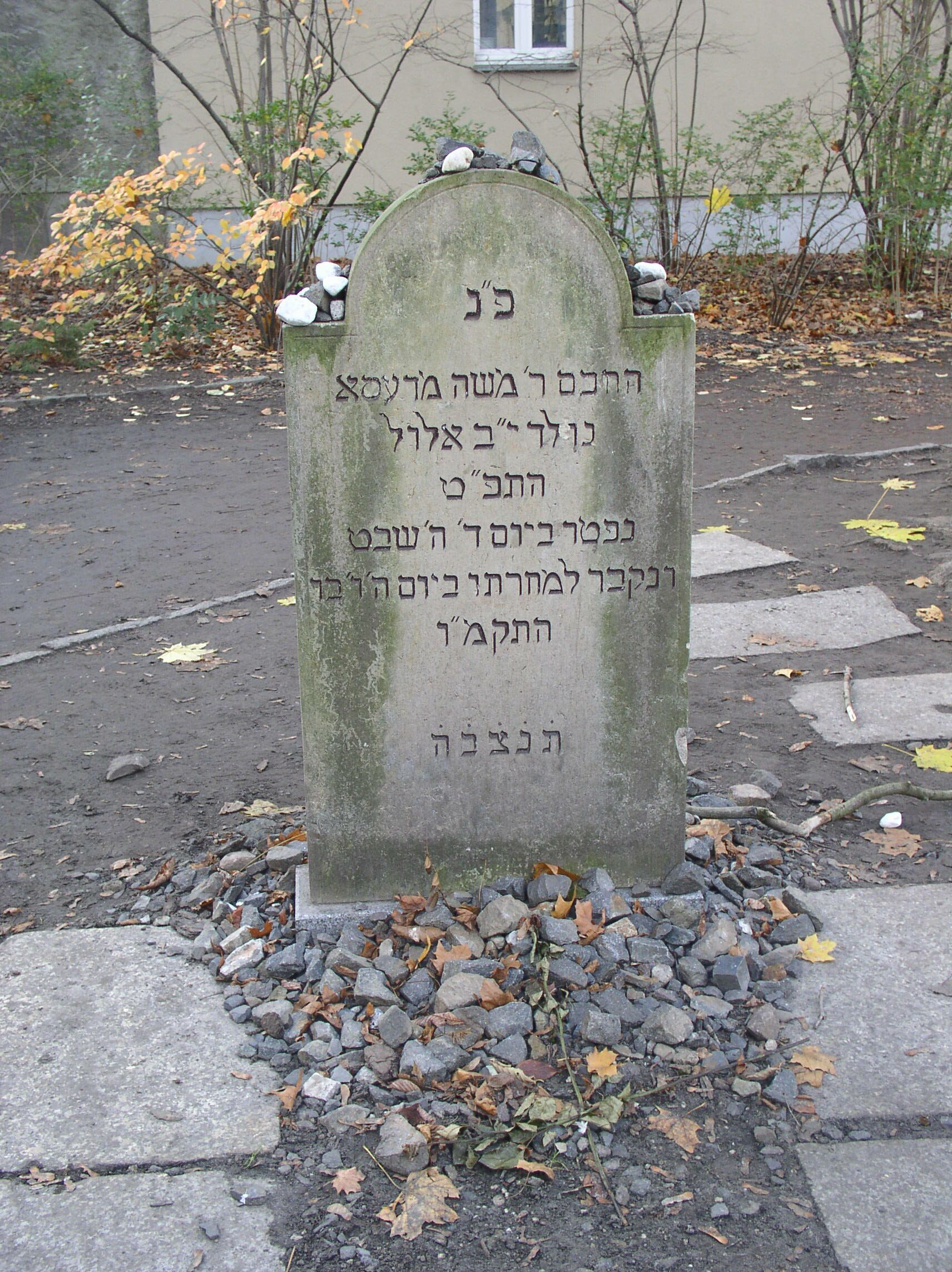
Могила Мозеса Мендельсона. На зворотному боці — напис по-німецьки з роками життя і місцем народження

Мендельсона вважають ініціатором руху «єврейської просвіти» — Гаскала. Його виступ «Що таке просвітництво?» (Was ist Aufklärung?) 1784 започаткував дискусію про освіту в кінці XVIII століття в Німеччині. Він був тим, хто зламав кригу упереджень проти євреїв і проклав їм шлях із відчуженого світу гетто до загальносвітових цінностей. Коли Лессінг написав свою п'єсу «Натан мудрий», що стала гарячою проповіддю віротерпимості і людяності, неважко було здогадатися, що прототипом для Натана служив Мозес Мендельсон. Мендельсон ніколи не закликав євреїв до релігійної асиміляції. Сам він завжди залишався віруючим євреєм, відкритим, разом з тим, віянням сучасного світу і досягненням цивілізації.
Учні Мендельсона пішли набагато далі нього у своїй готовності відмовитися від єврейських традиції. До кінця XVIII століття діячі Берлінської Гаскали проголосили, що дотримання релігійних приписів втратило сенс і людство може об'єднатися на основі деїзму або «природної релігії». Цим було підготовлено ґрунт для масового відходу від юдаїзму представників вищих верств єврейства Західної та Центральної Європи.
Під кінець життя Мендельсон був втягнутий у полеміку про погляди покійного Лессінга. Згідно з повідомленням Якобі, Лессінг зізнався йому у своєму таємному спінозизмі. Погляди Спінози вважалися в той час небезпечним для суспільства атеїзмом, і Мендельсон спішно написав статтю «Друзям Лессінга» і побіг з нею до видавця в результат суботи 31 грудня 1785 року, щоб якомога раніше здати її в друк. За свідченням дружини Фромет він так поспішав, що не одягнувся досить тепло для Берлінської зими, після чого захворів. Спочатку хвороба здавалася не небезпечною, але стан п'ятдесятишестирічного Мендельсона швидко погіршувався, і він помер у середу 4 січня 1786 в Берліні. Лікар і особистий друг Мендельсона Маркус Герц залишив патетичний опис смерті Мендельсона з посмішкою на устах. Сучасники розглядали смерть як жертву собою в ім'я дружби.

## Нащадки Мендельсона

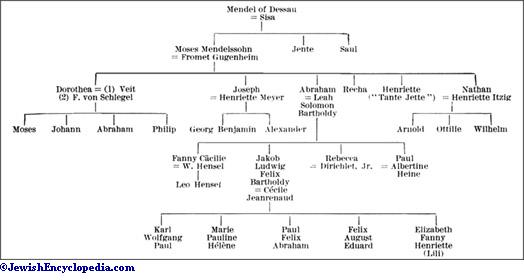
Генеалогічне дерево родини Мендельсонів

Мендельсон видав двох дочок заміж за допомогою традиційного єврейського сватання, у його листах є опис сімейної ідилії, хіба що син Йосип кинув вивчати іврит, до чого батько ставився зі властивою йому терпимістю. Але вже після смерті Мозеса четверо з його шістьох дітей хрестилися. Найбільш відома з них: старша дочка Брендель, відома більше як Доротея Шлегель. Інша дочка — Генрієтта, що зовнішньо була подібна до батька, мала відомий літературний салон. Син Авраам був байдужий до релігії, став виховувати дітей у дусі релігії оточення і охрестився. Діти Авраама також були хрещені, додавши до свого прізвища закінчення «Бартольді». Відомий композитор Фелікс Мендельсон-Бартольді багато займався християнською музикою, проте, коли відновив» Страсті за Іоанном Баха, він вигукнув: «Для такої роботи потрібен був єврей!». До середини XIX століття з 56 нащадків Мозеса Мендельсона тільки четверо залишалися юдеями, інші не тільки асимілювалися, а й були хрещені. Втім, навіть онук Фелікса Мендельсона, праправнук Мозеса, не зміг стати офіцером як особа єврейського походження.

## Філософія

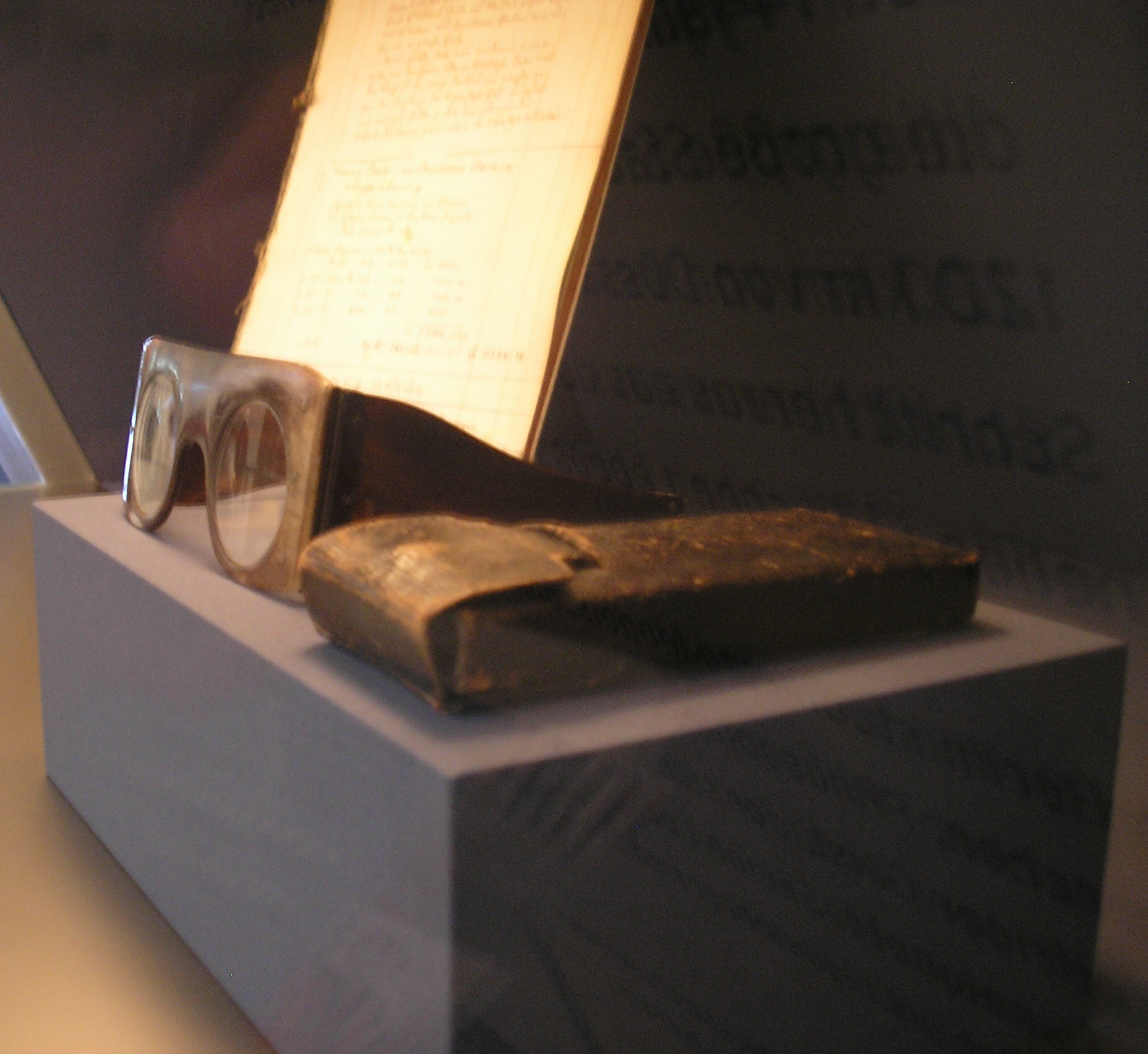
Окуляри Мендельсона, Єврейський музей у Берліні

Мендельсон належав до числа найбільш значних популяризаторів раціоналістичної школи Лейбніца — Вольфа. Він виступав проти критики Вольтером лейбніцівської «Теодицеї» — праці, у якій великий німецький філософ виправдовує Бога за зло у світі і розглядає питання свободи й необхідності.
Книга «Про відчуття» (1755) стала важливим внеском Мендельсона у філософську естетику. На відміну від творця терміна «естетика» Александера Баумгартена, Мендельсон розглядав естетику як самостійну активність духу, сфера якої лежить між туманною сферою почуттів і ясною — розуму. На його думку, чуттєвість у сфері естетичного має більше значення.
У книзі «Філософські твори» (1761) Мендельсон розвиває свою естетичну теорію, обґрунтовуючи автономію естетичних суджень, підкреслюючи їхню незалежність від логічних критеріїв або етичних цілей.

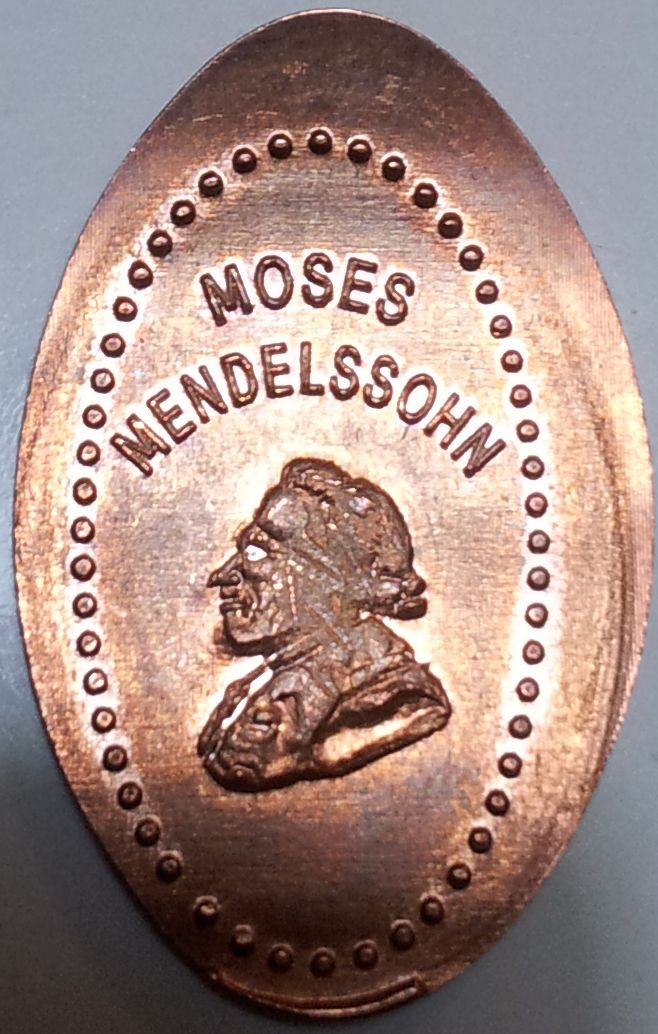
Сувенір з профілем Мендельсона, Єврейський Музей у Берліні

Книга Мендельсона «Ранкові години» викликала в німецькому суспільстві «суперечку про спінозизм Лессінга», що стала однією з найважливіших подій інтелектуального життя епохи. Головним опонентом Мендельсона був німецький філософ-ірраціоналіст Ф. Г. Якобі. Ця відкрита суперечка, у якій взяли участь багато німецьких філософів, послужила приводом до дискусії про пантеїзм (релігійно-філософське вчення, яке ототожнює Бога з природою) Спінози. Дискусія сприяла зростанню авторитету Спінози серед європейських філософів.
Мендельсон вважав себе німецьким філософом, а до релігії ставився, як до приватної справи, хоча сам був ортодоксальним євреєм, регулярно відвідував синагогу. Він вимагав віротерпимості й вільного вибору релігійних переконань, пропонуючи розмежувати сфери впливу держави й релігії. У «Листі диякону Лафатеру» Мендельсон підкреслював терпимість юдаїзму, який, на відміну від християнства, не займається місіонерською діяльністю і не вимагає від неєвреїв дотримання заповідей юдаїзму, обмежуючись тільки сімома заповідями нащадків Ноя, доступними кожній людині в рамках природної релігії. Свої справжні погляди про неприйнятність християнства Мендельсон погодився висловити тільки у відповідному листі князю Брауншвейзькому, причому з умовою, що лист не буде опубліковано. У християнстві Мендельсона відштовхували головним чином догмати про божественну природу Ісуса, уявлення, що не-християни не мають надії на порятунок, а також віра у вічні пекельні муки, диявола і духів. Відмова від усього цього, за Мендельсоном, могла б призвести до створення спільної релігії християн і євреїв.
Мендельсон справив великий вплив на розвиток філософської думки й гуманістичних традицій XVIII століття. Його естетична теорія вплинула на формування поглядів Гете, Шиллера і Канта. «Лаокоон» Лессінга (1766) також значною мірою завдячує впливу Мендельсона.

## Публікації та твори
1755 року Лессінг видав першу значну роботу Мендельсона німецькою мовою «Філософські розмови» (Philosophische Gespräche), яка відразу ж забезпечила йому репутацію філософа. У книзі стверджувалося, що вчення Лейбніца про «встановлену гармонію», по суті, належить Спінозі.
Того ж року з'явилася книга з естетики «Листи про відчуття» (Briefe über die Empfindungen).
У статті «Поуп-метафізик» (Pope ein Metaphysiker, 1755), написаній разом з Лессінгом і виданій спочатку анонімно 1755 року, обидва філософи захищали теодицею (прагнення узгодити наявність світового зла з ідеєю благого і розумного Бога) великого німецького філософа Лейбніца від нападок англійського поета Александра Поупа.
1763 року Мендельсон був нагороджений Прусською академією мистецтв за кращу розробку філософської теми в есе «Про очевидність у метафізичних науках» (Abhandlung über die Evidenz in der metaphysischen Wissenschaften, опубліковано в 1764), представленому на конкурс, у якому брали участь багато відомих філософів тієї пори, зокрема й Кант.
1767 року Мендельсон опублікував свою найвідомішу роботу — «Федон, або Про безсмертя душі» (Phädon, oder über die Unsterblichkeit der Seele, 1767), у якій міркував про людину в її співвідношенні з Богом і запропонував доказ безсмертя людської душі. З усіх боків він отримував захоплені відгуки, його хвалили за прозорість і ясність думки, форми і стилю. Перше видання цілком розійшлося за чотири місяці і перевидавалося за життя Мендельсона ще десять разів. Книга була перекладена голландською, англійською, французькою, данською, російською та івритом.
У 1778-79 рр. Мендельсон переклав німецькою мовою (єврейськими літерами) П'ятикнижжя Мойсея і видав їх зі своїми коментарями на івриті під назвою «Нетівот ха-шалом» («Стежки світу», 1780-83). Мендельсон також відредагував і забезпечив примітками коментарі до інших книг Біблії. Надруковані єврейським шрифтом, ці переклади були доступні і для тих євреїв, які не вміли читати по-німецьки. Переклади Мендельсона заклали фундамент просвітництва серед євреїв Німеччини. Євреї Східної Європи, які читали тільки на їдиші, отримали через релігійні тексти доступ до німецької літературної мови. З метою вивчення німецької мови переклад Мендельсона був перевиданий в 1836-38 рр. у Варшаві і в 1848-53 рр. у Вільні. З іншого боку, переклади Мендельсона послужили справі оновлення давньоєврейської мови, дали новий поштовх до розвитку писемної традиції євреїв і мали велике значення для розвитку літератури на івриті й культурного відродження євреїв Європи. Мендельсон переклав німецькою мовою також Псалтир, Пісню Піснею й одну з «Синоїд» Ієхуди Галеві. Переклади Біблії викликали сильне невдоволення ортодоксальних рабинів. П'ятикнижжя, видане Мендельсоном, публічно спалювали євреї в Позені і Ліссі. Мендельсону лише насилу вдалося уникнути херему, допомогла і влада. У той же час, головний рабин Берліна Цві Хірш Левін (1721—1800) попросив Мендельсона перекласти німецькою мовою деякі розділи єврейського релігійного законодавства («Ритуальні закони євреїв», 1778).
1783 року Н. Г. Весселі видав працю, що закликає до реформи єврейської освіти. Весселі опинився під атакою з боку рабиністичного істеблішменту, що поставило у скрутне становище Мендельсона, який виступав за свободу особистості від примусу. Сам Мендельсон теж був на підозрі у рабинів, підозри посилилися, коли Мендельсон став на захист Весселі. Мендельсона також критикували деякі християнські автори, які побачили в його терпимості відхід від традиційного юдаїзму. У результаті Мендельсон виклав свої погляди у ґрунтовній праці «Єрусалим, або Про релігійну владу і юдаїзм» (Jerusalem, oder über religiöse Macht und Judentum, 1783), у якій висвітлив свої погляди на державу і релігію, християнство та юдаїзм. На його переконання, девізом держави повинна бути віротерпимість, свобода совісті й думки, а відмінність віри не повинна служити перешкодою до використання громадянських прав. Церква ж не повинна користуватися іншою владою, крім переконання.
Мендельсон стверджує, що християнство — релігія віри, натомість юдаїзм — релігія справи. Християнство, на відміну від юдаїзму, надає догмату виняткове, абсолютне значення. Тора не наказує вірити в ті чи інші догми, а наказує виконувати закони, мета яких упорядкувати і облагородити життя. Як одночасно переконаний раціоналіст і глибоко віруюча людина, Мендельсон доводив, що в єврейській релігії немає суперечності між розумом і вірою. Водночас він відстоював необхідність збереження обрядового культу. Своїм сучасникам, які вибирають між релігією і суспільним життям, він радив: «Носіть на собі, наскільки можете, тягар обох обов'язків — такий суворий вирок історії».
У книзі також заперечувався релігійний примус і всередині юдаїзму, причому Мендельсону довелося пояснити, що покарання, запропоновані Торою, не повинні застосовуватися після руйнування Храму.
Поява книги Мендельсона вітали найвидатніші уми того часу. Мірабо визнав, що вона «гідна бути перекладеною всіма мовами», а Кант писав Мендельсону, що вважає його книгу «провісницею великих реформ не тільки для єврейської нації, а й для інших народів».
Серед інших робіт філософа — «Про принципи витончених мистецтв і наук» (Betrachtungen über die Quellen und die Verbindungen der schönen Künste und Wissenschaften, 1757); «Про піднесене й наївне у витончених науках» (Über das Erhabene und Naive in den schönen Wissenschaften, 1758).
1783 року з'явилася стаття Мендельсона «Що таке просвітництво?», причому пізніше того ж року з'явилася робота Канта з такою ж назвою.
1785 року Мендельсон опублікував книгу «Ранкові години, або лекції про існування Бога» (Morgenstunden, oder Vorlesungen über das Dasein Gottes, 1785), присвячену морально-теологічному доказу буття Бога. Вона стала його філософським заповітом. У ній він розвиває ідеї Спінози, проте, на противагу йому, Мендельсон стверджує, що, поряд з іманентним існуванням світу в Бозі, необхідно визнати і існування світу поза Богом, хоча і в залежності від нього. Тим самим і пантеїст повинен буде визнати акт творіння. Такою була, згідно з Мендельсоном, позиція Лессінга.

## Галаха
Мендельсон відносно мало писав про Галаху (єврейське законодавство). 1761 року Мендельсон, якому було тоді 32 роки, намагався отримати висвячення в рабини (івр. סמיכה) у рабина Йонатана Ейбешюца, але той обмежився рекомендаційним листом, написаним у захопленому стилі. Причиною відмови стало, мабуть, те, що Мендельсон писав філософські твори німецькою мовою, що було незвично.
Хатам Софер цитує Мендельсона під абревіатурою РАМАД у зв'язку з рішенням герцога Мекленбурзького 1772 року ввести обов'язкову відстрочку похорону до третього дня після смерті. Мендельсон схвалив цей захід проти похорону живої людини. Хатам Софер висловився за традиційно швидкі похорони.

### Російською мовою
- Моисей Мендельсон. Рассуждение о духовном свойстве души человеческой. СПб., 1806.
- Моисей Мендельсон. Федон, или о бессмертии души в трёх разговорах. СПб., 1811. Ч. 1—2.
- Моисей Мендельсон. О вопросе «Что значит просвещать?» (Перевод и вступительная статья М. Р. Демина)// «Философский век». Альманах. Вып. 27. «Энциклопедия как форма универсального знания: от эпохи Просвещения к эпохе Интернета»/ Отв. редакторы Т. В. Артемьева, М. И. Микешин. — СПб.: Санкт-Петербургский Центр истории идей, 2004.(http://ideashistory.org.ru/a27.html [Архівовано 18 лютого 2020 у Wayback Machine.])